# Dipha
Dipha är ett släkte av fjärilar. Dipha ingår i familjen mott.
Kladogram enligt Catalogue of Life:
| Dipha | \| \| Dipha aphidivora \| \| \| \| |
|       | \| \| Dipha aphidivora \| \| \| \| |
|       | Dipha aphidivora                   |
|       |                                    |